# Romanie Pollet
Romania "Romanie" Charlotta Pollet, de son nom de naissance et d'usage, née le 21 décembre 1898, fut doyenne de Belgique du 19 janvier 2008, à l'âge de 109 ans et 29 jours, jusqu'à son décès, le 17 octobre 2009, à l'âge de 110 ans et 300 jours. Elle était née à Gistel et habitait la Résidence Granvelle à Ganshoren (aire urbaine de Bruxelles) depuis 1990. Couturière de profession, elle était veuve de Arthur Constant Debruyne (30 août 1905, Wulpen - 1989), épousé le 27 août 1927. Le couple avait une fille.